# Medaille zur Erinnerung an die Proklamation der Republik vor 25 Jahren
Die Medaille zur Erinnerung an die Proklamation der Republik vor 25 Jahren (rumänisch Medalia 25 ani de la proclamarea republicii) war eine staatliche Auszeichnung der Sozialistischen Republik Rumänien. Die Stiftung erfolgte am 14. Oktober 1972 per Dekret 391 des Staatsrates (Consiliul de stat). Die Veröffentlichung der Statuten wurde im rumänischen Staatsanzeiger (Buletinul oficial) Nr. 111 bekannt gemacht. Die Medaille, welche in einer Klasse gestiftet worden war, wurde an Arbeiter, Ingenieure, Techniker, Beamte und Angestellte in den Landwirtschaftlichen Produktionsgenossenschaften (LPG´s) sowie an Bauern, Wissenschaftler, Künstler, Literaten und Militärangehörige verliehen, die für ihren Kampf bzw. Arbeit für die Entstehung und Entwicklung Rumäniens mitgewirkt hatten.

## Aussehen und Trageweise
Das Avers der versilberten Medaille zeigt auf einem Strahlenhintergrund und zwischen zwei Lorbeerzweigen die Kartenumrisse Rumäniens. Die Lorbeerzweige sind dabei an ihrem unteren Kreuzpunkt mit einer Schleife zusammengebunden. Deren Farbe ist links rot und rechts in den Nationalfarben Rumäniens gehalten. Darüber ist die Zahl 25 zu lesen. Umschlossen wird diese Symbolik von der unteren halbkreisförmigen Umschrift: DE LA PROCLAMAREA REPUBLICII. Das Revers der Medaille zeigt auf einem Strahlenhintergrund die wehende Nationalflagge mit übergroßen Wappen.
Getragen wurde die Medaille an der linken Brustseite des Beliehenen an einem gelben Band mit einem breiten roten Mittelstreifen. Beidseitig flankiert wird dieser Mittelstreifen von zwei schmalen roten und jeweils einen blauen. Der Saum ist weiß gehalten. Gesamt gesehen spiegelt sich im Medaillenband die Nationalfarben Rumäniens wider. Auf dem Band wurde zusätzlich eine silberne Spange aufgelegt, die das Landeswappen zwischen zwei Lorbeerzweigen zeigt. Darunter sind auf einem wehenden Spruchband die Jahreszahlen 1947 – 1972 (unterbrochen von einem fünfzackigen Stern) zu lesen.